# Trisquel
Trisquel, officiellt Trisquel GNU/Linux, är en GNU/Linux distribution baserad på Ubuntu. Trisquels mål är att vara ett 100% fritt alternativ till Ubuntu och består endast av fri mjukvara utan några proprietära delar. Trisquel använder Linux-Librekärnan, en version av Linuxkärnan med de proprietära delarna borttagna. Trisquel är en av distributionerna som är rekommenderade av Free Software Foundation. Trisquel är gratis och finansieras av donationer. Trisquels logga är en Triskele.